# РДС-1
РДС-1 е името на първата съветска атомна бомба, взривена на 29 август 1949 г. на полигона край Семипалатинск, днешен Казахстан. Известна е още под имената „Изделие 501“ и „Первая молния“. Мощността на бомбата е била 22 килотона, приблизително колкото на американската „Дебелака“, хвърлена над Нагасаки през 1945 г.
РДС-1 е наречена от американците с кодовото име „Джо 1“ (на съветския лидер по това време, Йосиф Сталин).
За съкращението РДС-1 се предполага, че означава „Реактивен двигател специален“ (от руски език).
Когато радиоактивните продукти от теста са открити от Военновъздушните сили на САЩ, американските специалисти проследяват пътя на ядрените отломки. На 23 септември 1949 г. президентът Труман уведомява света за ситуацията: „Имаме доказателства, че в рамките на последните седмици в СССР е извършена атомна експлозия“. Това изявление се оказва повратна точка в Студената война, която току-що е започнала.
След като Съветският съюз потвърждава, че притежава атомна бомба, в САЩ рязко се засилват настроенията за разработване на водородна бомба.